# Ötztaler Urkund
Der Ötztaler Urkund ist ein 3554 m ü. A. hoher Berg im Weißkamm, einer Bergkette der Ötztaler Alpen, im österreichischen Bundesland Tirol. Der Gipfel in Form eines Felskopfes ist Bestandteil des Wildspitzen-Südgrats und wird bei der Besteigung der Wildspitze über den Grat überschritten.

## Lage
Der Ötztaler Urkund liegt 600 Meter südöstlich der Wildspitze (3768 m ü. A.) und 1,5 Kilometer Luftlinie nordnordwestlich der Breslauer Hütte (2844 m ü. A.). Benachbarte Gipfel sind im Osten, getrennt durch den Gletscher Rofenkarferner, Taufkarkogel (3367 m ü. A.), im Südosten das Wilde Mannle (3019 m ü. A.) und im Südwesten, getrennt durch den Mitterkarferner, der Vordere Brochkogel (3565 m ü. A.).

## Stützpunkt und Besteigung

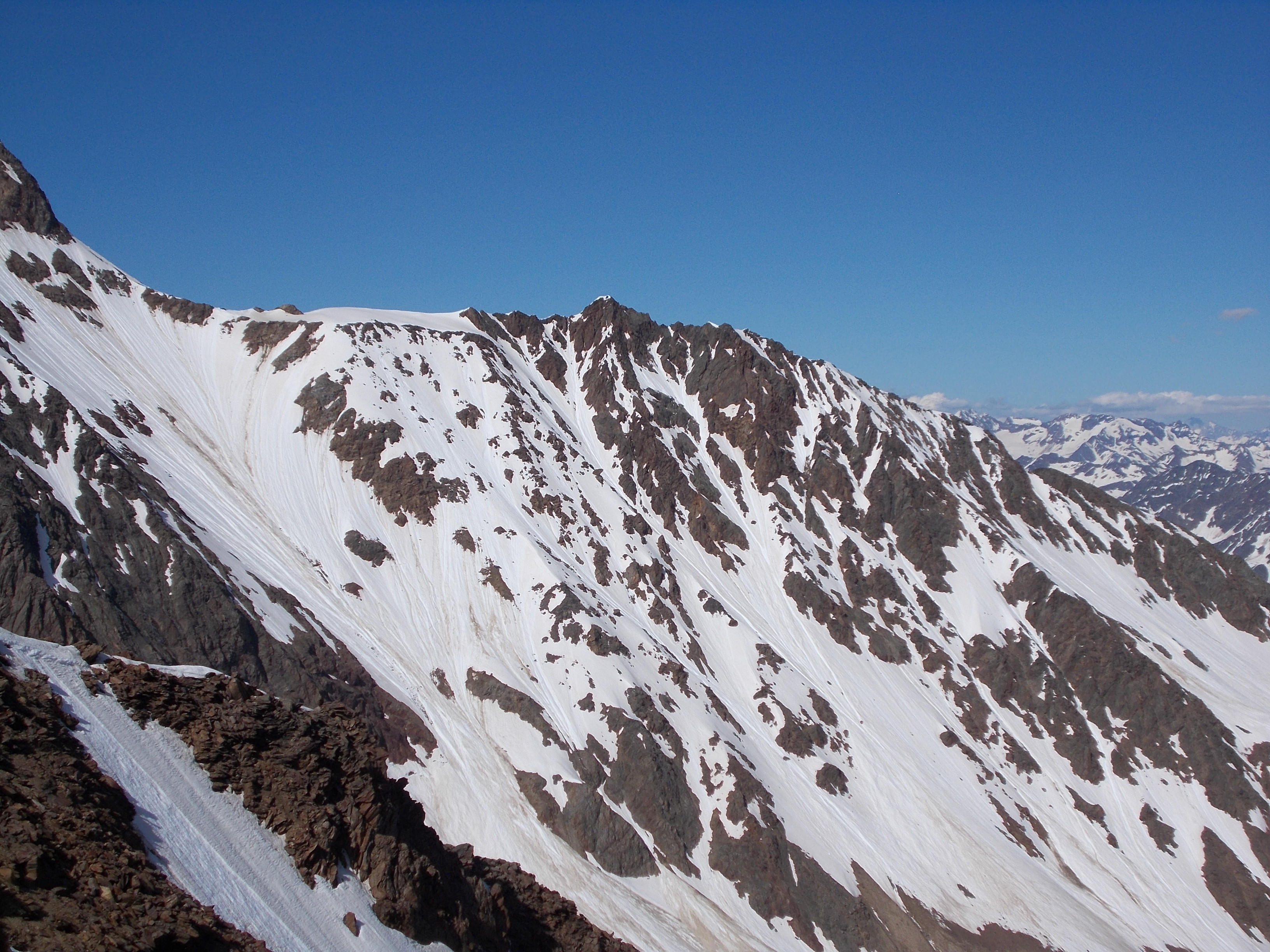
Ötztaler Urkund vom Südgrat des Vorderen Brochkogels gesehen

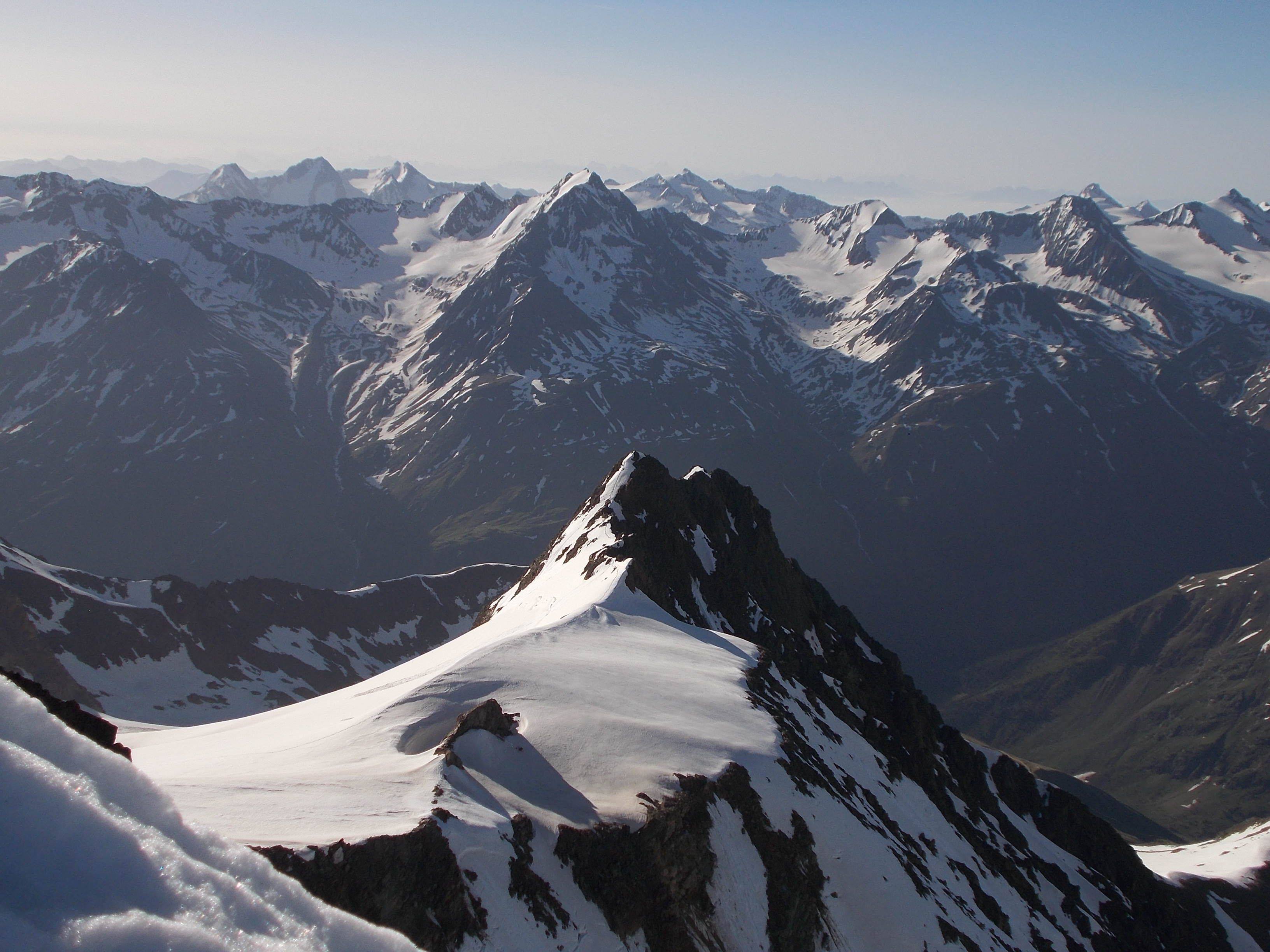
Blick vom Normalaufstieg zur Wildspitze auf den Ötztaler Urkund

Der Ötztaler Urkund wird in der Regel bei der Begehung der Wildspitze über den Südgrat überschritten. Ausgangspunkt der Tour ist die Breslauer Hütte, nordwestlich oberhalb von Vent. Von der Hütte aus führt der Weg zunächst nördlich über den Urkundkolm auf den Ötztaler Urkund (mit ausgesetzter Kletterei an einer Stelle im, laut Literatur, Schwierigkeitsgrad UIAA III). Von hier aus geht es etwas hinab in den Urkundsattel und weiter auf den Südgipfel der Wildspitze  Die Gehzeit beträgt laut Literatur etwa 4½ Stunden. Als Hochtour mit entsprechender Ausrüstung und Erfahrung lässt sich der Ötztaler Urkund leichter über den allerdings spaltenreichen Rofenkarferner und den Nordgrat, (UIAA-Grad I) besteigen.